# Magdeburg
Magdeburg és una ciutat alemanya, capital de l'estat de Saxònia-Anhalt. Es troba a la riba del riu Elba i supera els 225.000 habitants.
En aquesta ciutat va treballar la major part de la seva vida el compositor Leonhart Schroeter (1540-1595) i el també compositor August Mühling (1810-1880) els quals hi van romandre fins a la seva mort.

## Història
Al segle xiii, Magdeburg va esdevenir membre de la Lliga Hanseàtica. Amb més de 20.000 habitants de Magdeburg va ser una de les ciutats més grans del Sacre Imperi Romanogermànic. La ciutat tenia un actiu comerç marítim a l'oest (cap a Flandes), amb els països del Mar del Nord, i es mantingué el trànsit i la comunicació amb l'interior.
El 1524 Martí Luter va ser cridat a Magdeburg, on va predicar i va fer que la ciutat abandonés el catolicisme. La Reforma protestant havia trobat ràpidament adeptes a la ciutat. L'emperador Carles V en repetides ocasions considerà fora de la llei la ciutat rebel, que s'havia unit a l'Aliança de Torgau i la Lliga d'Esmalcalda. Com que no havia aplicat el decret imperial de l'ínterim d'Augsburg el 1548, la ciutat, per ordres de l'emperador, va ser assetjada (1550-1551) per Maurici de Saxònia, però va conservar la seva independència. El govern de l'arquebisbe va ser substituït per la dels administradors pertanyents a les dinasties protestants. Els anys següents Magdeburg va guanyar una reputació com un bastió del protestantisme i va esdevenir la primera gran ciutat de publicar els escrits de Luter. A Magdeburg, Maties Flaccius i els seus companys van escriure pamflets anticatòlics i els Magdeburger Centurien, on van sostenir la tesi que l'Església Catòlica Romana s'havia convertit en el regne de l'Anticrist.
El 1631, durant la Guerra dels Trenta Anys, les tropes imperials sota Joan t'Serclaes de Tilly, van prendre per assalt la ciutat i van cometre una massacre, matant a prop de 20.000 habitants i cremant la ciutat. La ciutat havia resistit un setge per primera vegada el 1629 per Albrecht von Wallenstein. Després de la guerra, només es va mantenir una població d'uns quatre cents habitants. D'acord amb la Pau de Westfàlia (1648), Magdeburg va ser assignat a Brandenburg-Prússia a la mort de l'administrador, August de Saxònia-Weissenfels, i el ducat semiautònom de Magdeburg, el 1680.

## Persones il·lustres
- Max Lange (1832-1899), compositor d'escacs
- Christiane Nüsslein-Volhard (1942-) bioquímica i biòlega, Premi Nobel de Medicina o Fisiologia de l'any 1995.
- Otto von Guericke (1602-1686), Físic alemany, va descriure el cèlebre experiment amb els hemisferis de